# Aberconwy
Aberconwy var ett distrikt i grevskapet Gwynedd, i Wales. Detta distrikt hade 54 100 invånare år 1992. Distriktet upprättades den 1 april 1974 genom att borough Conwy, stadsdistrikten Betws-y-Coed, Llandudno, Llanfairfechan och Penmaenmawr slogs ihop med landsdistriktet Nant Conway. Det avskaffades 1 april 1996 och blev en del av Aberconwy and Colwyn.